# Joey Batey
Joey Batey (Newcastle upon Tyne, 1º gennaio 1989) è un attore e musicista britannico, attivo in campo teatrale, televisivo e cinematografico.

## Biografia
Joey Batey è nato e cresciuto a Newcastle upon Tyne e si è laureato al Robinson College dell'Università di Cambridge prima di studiare recitazione all'École Internationale de Théâtre Jacques Lecoq di Parigi. Nel 2014 ha fatto il suo debutto sul grande schermo con il film Posh e nello stesso anno si è unito alla Royal Shakespeare Company, con la quale ha interpretato il ruolo di Mark Smeaton nell'adattamento teatrale del romanzo di Hilary Mantel Wolf Hall. Batey ha interpretato il ruolo di Smeaton nella prima della pièce a Stratford-upon-Avon, per poi tornare a ricoprire la parte nella prima londinese all'Aldwych Theatre del West End e poi anche a Broadway nel 2015.
Parallelamente alla carriera teatrale, Batey ha continuato a recitare anche in numerose serie televisive britanniche, tra cui The White Queen, In the Dark e Shakespeare & Hathaway, per poi ottenere una maggiore visibilità nel 2019 quando ha interpretato il bardo Ranuncolo nella serie di Netflix The Witcher.
Batey è anche chitarrista, cantante e compositore dei brani del suo gruppo musicale: i The Amazing Devil, duo alt-folk.Con i The Amazing Devil ha pubblicato tre LP tra il 2016 e il 2021. 
Come musicista ha anche collaborato alla scrittura di alcuni brani per la seconda stagione della serie di Netflix The Witcher.

## Filmografia

### Attore

#### Cinema
- Posh (The Riot Club), regia di Lone Scherfig (2014)
- Le stelle non si spengono a Liverpool (Film Stars Don't Die in Liverpool), regia di Paul McGuigan (2017)

#### Televisione
- The White Queen – miniserie TV, 2 episodi (2013)
- Whitechapel – serie TV, 2 episodi (2013)
- In the Dark – miniserie TV, 2 episodi (2017)
- Knightfall – serie TV, 4 episodi (2017-2018)
- Shakespeare & Hathaway (Shakespeare & Hathaway: Private Investigators) – serie TV, 1 episodio (2018)
- La guerra dei mondi (The War of the Worlds) – miniserie TV, 1 episodio (2019)
- The Witcher – serie TV (2019-in corso)
- The Witcher: Blood Origin - miniserie TV, 4 episodi (2022)

### Doppiatore

#### Televisione
- The Witcher: Le sirene degli abissi (The Witcher: Sirens of the Deep), regia di Kang Hei Chul (2024)

## Discografia

### Con i The Amazing Devil
- 2016 - Love Run
- 2020 - The Horror and the Wild
- 2021 - Ruin

## Doppiatori italiani
Nelle versioni in italiano delle opere in cui ha recitato, Joey Batey è stato doppiato da:
- Alessio Puccio in The Witcher, The Witcher: Blood Origin, The Witcher: Le sirene degli abissi
- Federico Zanandrea in Knightfall